# 맛젖버섯
맛젖버섯(학명: Lactarius deliciosus)은 무당버섯목 무당버섯과 젖버섯속에 속하는 버섯으로 유럽 원산이다. 붉은소나무버섯, 사프란젖버섯 등으로 불리기도 한다. 식용 버섯으로 간주되어 식재료로서 애용되며, 소나무 종류에 기생하여 살아가며 유럽의 소나무가 타지로 수출될 때 외래종으로 딸려 들어오기도 하였다.